# Женский мировой шоссейный кубок UCI 2000
Женский мировой шоссейный кубок UCI 2000 — 3-й сезон одноимённого шоссейного сезонного соревнования.

## Обзор сезона
Календарь турнира претерпел изменения. По сравнению с прошлым сезоном из него исчезли сразу две гонки — новозеландская Канбера Ворлд Кап и французская Трофи Интернешнл. А нидерландский Ледис Тур Бенеден-Маас сменил название на Тур Роттердама. Таким образом турнир стал состоять из 7 однодневных гонок которые также входили в Женский мировой шоссейный календарь UCI 2000. Турнир стартовал в середине марта гонкой в Австралии. Затем в марте и апреле прошло ещё две гонки в Европе. После этого в мае и июне были проведены две гонки в США и Канаде. Заключительные две гонки прошли в августе и сентябре снова в Европе.
Регламент турнира остался прежним. Индивидуальный рейтинг предусматривал начисление очков первым 20 гонщицам на каждой гонке. Победитель сезона определялся по общей сумме набранных очков независимо от количества проведённых гонок.
Начисляемые очки
| Место | 1  | 2  | 3  | 4  | 5  | 6  | 7  | 8  | 9  | 10 | 11 | 12 | 13 | 14 | 15 | 16 | 17 | 18 | 19 | 20 |
| ----- | -- | -- | -- | -- | -- | -- | -- | -- | -- | -- | -- | -- | -- | -- | -- | -- | -- | -- | -- | -- |
| Очки  | 75 | 50 | 35 | 30 | 27 | 24 | 21 | 18 | 15 | 11 | 10 | 9  | 8  | 7  | 6  | 5  | 4  | 3  | 2  | 1  |

Победительницей индивидуального рейтинга второй раз стала литовка Диана Жилюте которая выиграла 1 гонку, она также стала первой по итогам Мирового календаря UCI 2000. Второе место заняла финка Пиа Сандстедт, третье – нидерландка Мирьям Мельхерс.

## Календарь
| 12 мар | Канбера Ворлд Кап           | CDM | Анна Уилсон      | Мирелла ван Мелис   | Мирьям Мельхерс    |
| 18 мар | Примавера Роза              | CDM | Диана Жилюте     | Ина-Йоко Тойтенберг | Джованна Тролди    |
| 12 апр | Флеш Валонь                 | CDM | Женевьева Жансон | Пиа Сандстедт       | Фани Лекорто       |
| 28 май | Монреаль Ворлд Кап          | CDM | Пиа Сандстедт    | Фабиана Луперини    | Диана Жилюте       |
| 4 июн  | Фёрст Юнион Либерти Классик | CDM | Петра Росснер    | Диана Жилюте        | Вера Холфельд      |
| 27 авг | Тур Роттердама              | CDM | Хантал Белтман   | Леонтин Ван Морсел  | Гульнара Фаткулина |
| 3 сен  | Гран-при Швейцарии          | CDM | Пиа Сандстедт    | Фабиана Луперини    | Мирьям Мельхерс    |

## Итоговый рейтинг
| Индивидуальный рейтинг | Индивидуальный рейтинг | Индивидуальный рейтинг    | Индивидуальный рейтинг | Индивидуальный рейтинг |
| Гонщик                 | Гонщик                 | Команда                   | Очки                   |                        |
| ---------------------- | ---------------------- | ------------------------- | ---------------------- | ---------------------- |
| 1-й                    | Диана Жилюте           | Acca Due O-Lorena Camicie | 230 очков              |                        |
| 2-й                    | Пиа Сандстедт          | Gas Sport Team            | 215 очков              |                        |
| 3-й                    | Мирьям Мельхерс        |                           | 140 очков              |                        |
| 4-й                    | Хантал Белтман         |                           | 122 очков              |                        |
| 5-й                    | Фабиана Луперини       | Gas Sport Team            | 100 очков              |                        |
| 6-й                    | Сюзанн Юнгског         | Farm Frites-Hartol        | 86 очков               |                        |
| 7-й                    | Петра Росснер          | Saturn                    | 75 очков               |                        |
| 8-й                    | Женевьева Жансон       |                           | 75 очков               |                        |
| 9-й                    | Анна Уилсон            | Saturn                    | 75 очков               |                        |
| 10-й                   | Мирелла ван Мелис      | Rabobank                  | 68 очков               |                        |